# 1. deild 1978 (Islanda)
La 1. deild 1978 fu la 67ª edizione della massima serie del campionato di calcio islandese disputata tra il 13 maggio e il 10 settembre 1978 e conclusa con la vittoria del Valur, al suo sedicesimo titolo.
Capocannoniere del torneo fu Petur Petursson (ÍA) con 19 reti.

## Formula
Come nella stagione precedente le squadre partecipanti furono dieci e si incontrarono in un turno di andata e ritorno per un totale di diciotto partite.
Le ultime due classificate retrocedettero in 2. deild karla.
Le squadre qualificate alle coppe europee furono tre: i campioni alla Coppa dei Campioni 1979-1980, la seconda alla Coppa UEFA 1979-1980 e i vincitori della coppa nazionale alla Coppa delle Coppe 1979-1980.

## Squadre partecipanti
| Club       | Città          | Stadio | Posizione 1977     |
| ---------- | -------------- | ------ | ------------------ |
| Fram       | Reykjavík      |        | 8°                 |
| Þróttur    | Reykjavík      |        | 2. deild           |
| Valur      | Reykjavík      |        | 2°                 |
| Breiðablik | Kópavogur      |        | 6°                 |
| FH         | Hafnarfjörður  |        | 7°                 |
| Keflavík   | Keflavík       |        | 4°                 |
| ÍA         | Akranes        |        | Campione d'Islanda |
| Víkingur   | Reykjavík      |        | 5°                 |
| ÍBV        | Vestmannaeyjar |        | 3°                 |
| KA         | Akureyri       |        | 2. deild           |

## Classifica finale
|                    | Pos. | Squadra    | Pt | G  | V  | N | P  | GF | GS | DR  |
| ------------------ | ---- | ---------- | -- | -- | -- | - | -- | -- | -- | --- |
| Islanda (bandiera) | 1.   | Valur      | 35 | 18 | 17 | 1 | 0  | 45 | 8  | +37 |
|                    | 2.   | ÍA         | 29 | 18 | 13 | 3 | 2  | 47 | 13 | +34 |
|                    | 3.   | Keflavík   | 20 | 18 | 8  | 4 | 6  | 31 | 25 | +6  |
|                    | 4.   | ÍBV        | 19 | 18 | 8  | 3 | 7  | 29 | 24 | +5  |
|                    | 5.   | Víkingur   | 19 | 18 | 9  | 1 | 8  | 27 | 31 | -4  |
|                    | 6.   | Fram       | 16 | 18 | 7  | 2 | 9  | 23 | 31 | -8  |
|                    | 7.   | Þróttur    | 14 | 18 | 4  | 6 | 8  | 22 | 27 | -5  |
|                    | 8.   | KA         | 11 | 18 | 3  | 5 | 10 | 14 | 38 | -24 |
|                    | 9.   | FH         | 10 | 18 | 2  | 6 | 10 | 22 | 37 | -15 |
|                    | 10.  | Breiðablik | 7  | 18 | 3  | 1 | 14 | 19 | 45 | -26 |

Legenda:
      Campione d'Islanda e ammesso alla Coppa dei Campioni
      Ammesso alla Coppa delle Coppe
      Ammesso alla Coppa UEFA
      Retrocesso in 2. deild karla
Note:
Due punti a vittoria, uno a pareggio, zero a sconfitta.

### Verdetti
- Valur Campione d'Islanda 1978 e qualificato alla Coppa dei Campioni
- ÍA qualificato alla Coppa delle Coppe
- Keflavík qualificato alla Coppa UEFA
- FH e Breiðablik retrocesse in 2. deild karla.